# Kroatisk-ungerska kompromissen

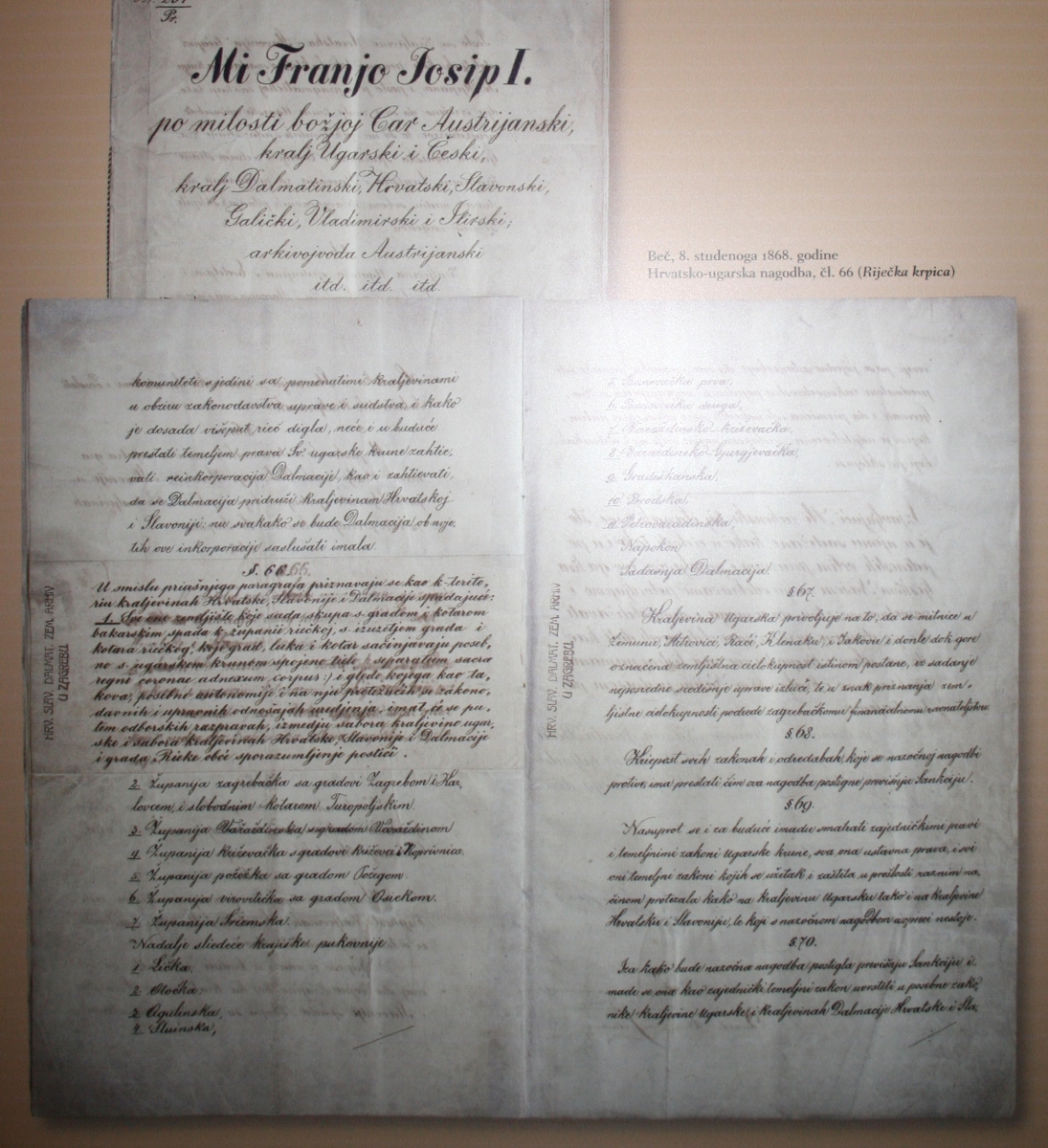
Kroatisk-ungerska kompromissen och artikel 66 som reglerade staden Rijekas status.

Kroatisk-ungerska kompromissen (kroatiska: Hrvatsko-ugarska nagodba, ungerska: Horvát–magyar kiegyezés, tyska: Kroatisch-Ungarischer Ausgleich) var en kompromiss mellan de kroatiska och ungerska parlamenten som reglerade kungariket Kroatien och Slavoniens politiska status inom kungariket Ungern, då en rikshalva inom Österrike-Ungern. Avtalet undertecknades i september 1868 och gällde fram till första världskrigets slut då Kroatien den 29 oktober 1918 upplöste alla statsbärande relationer med Österrike-Ungern. 

## Upprinnelse
Den kroatisk-ungerska kompromissen föranleddes av Ausgleich, en österrikisk-ungersk kompromiss från 1867, som innebar att dubbelmonarkin Österrike-Ungern skapades och att kejsardömet Österrike delades upp i en österrikisk (Cisleithanien) och en ungersk (Transleithanien) rikshalva. För kroaterna innebar den nya ordningen att kungariket Kroatien och kungariket Slavonien förenades i en administrativ enhet, kungariket Kroatien och Slavonien, som kom att höra till den ungerska rikshalvan. Kungariket Dalmatien och markgrevskapet Istrien, å andra sidan, kom fortsättningsvis att tillhöra den österrikiska rikshalvan inom Österrike-Ungern. I samband med skapandet av kungariket Kroatien och Slavonien uppstod ett behov av att reglera den nya enhetens politiska status inom den ungerska rikshalvan.

## Kompromissens innehåll
Kompromissen innebar att det gemensamma parlamentet i Budapest, där kungariket Kroatien och Slavonien endast hade 29 ledamöter, kom att kontrollera bland annat militären och det finansiella systemet. Frågor som rörde handel, tull, postväsende, järnvägar, hamnar och sjöfart underställdes parlamentet i den ungerska huvudstaden. Artikel 47 reglerade de frågor i vilken kungariket Kroatien och Slavonien åtnjöt autonomi och som omfattade bland annat utbildningsväsende, lagstiftning och rättsskipning.